# Vöcklamarkt
Vöcklamarkt osztrák mezőváros Felső-Ausztria Vöcklabrucki járásában. 2018 januárjában 4924 lakosa volt.

## Elhelyezkedése

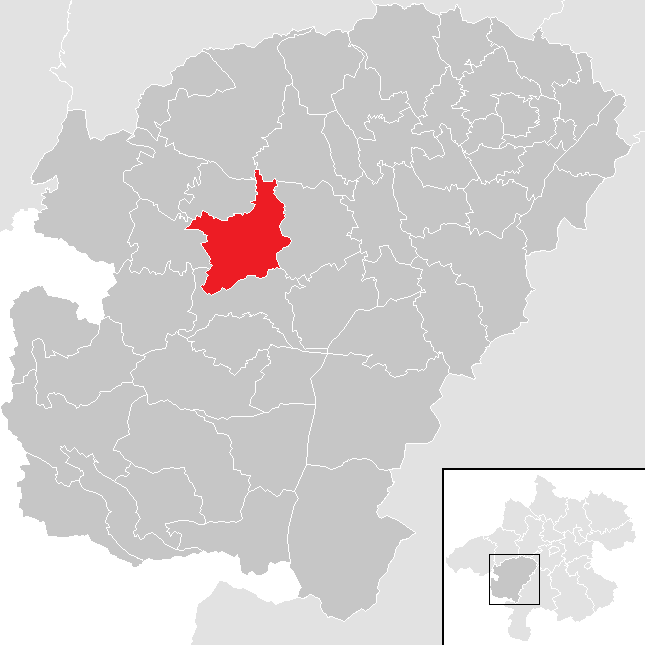
Vöcklamarkt a Vöcklabrucki járásban

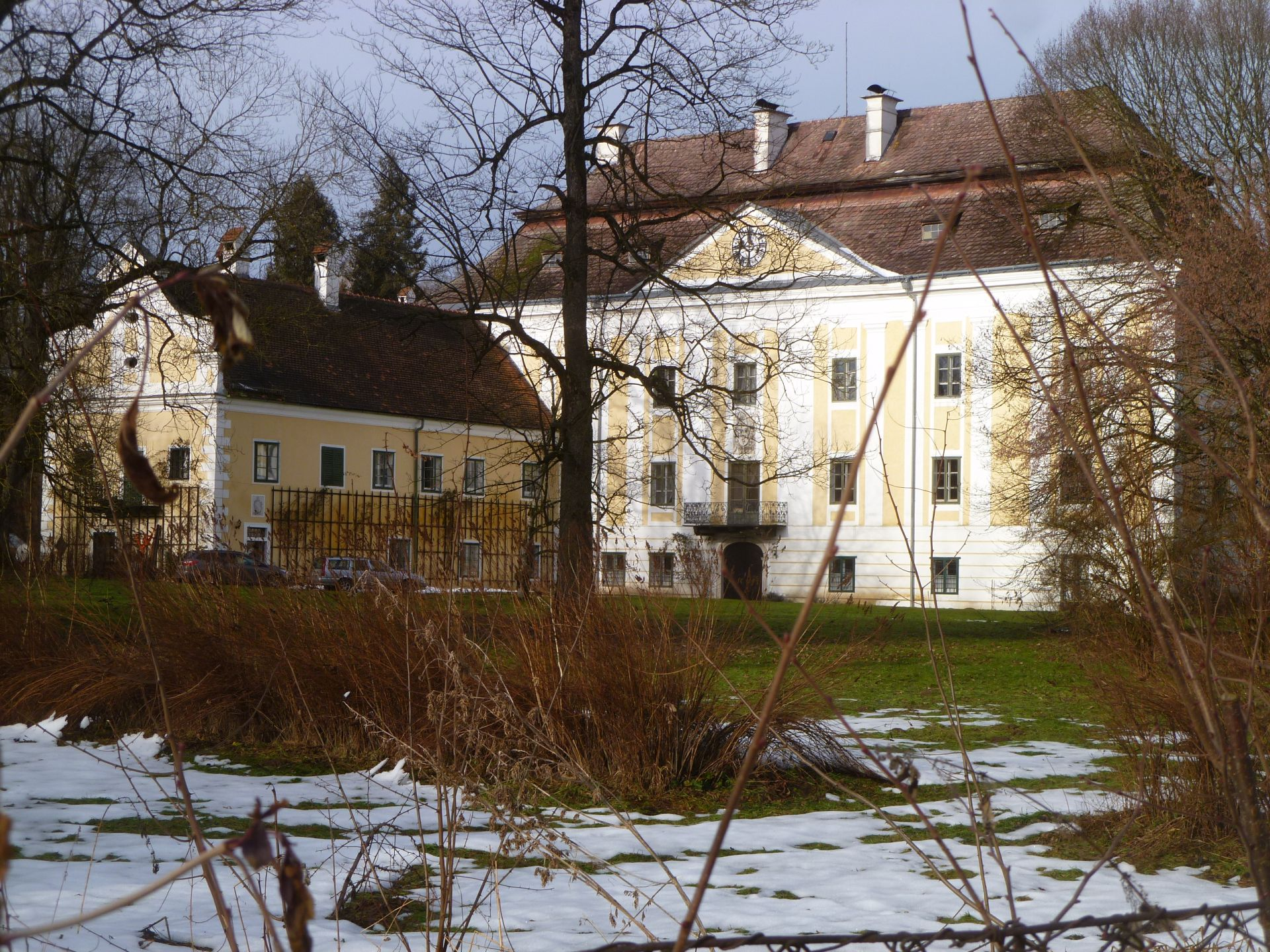
A walcheni kastély

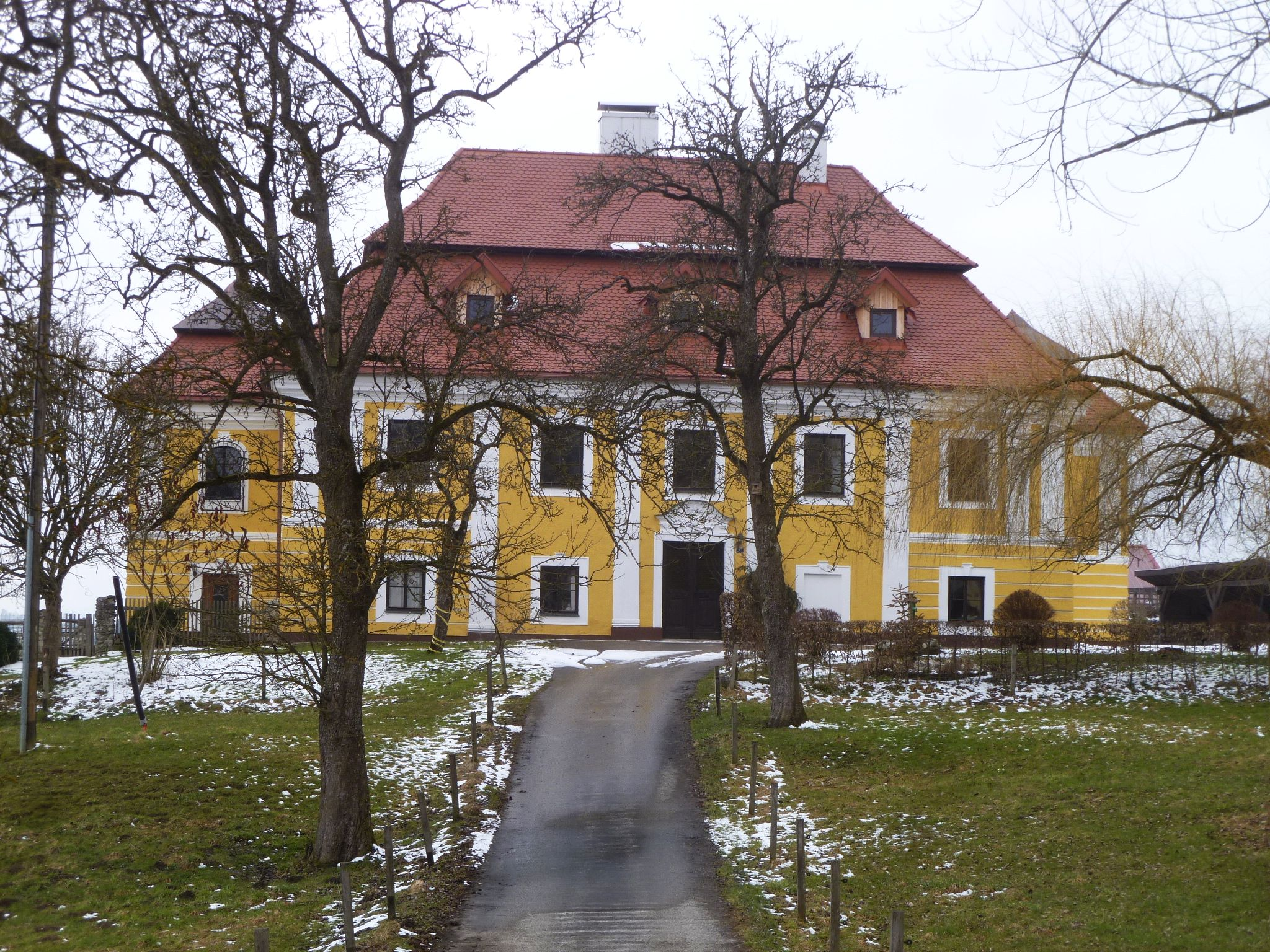
A walkeringi kastély

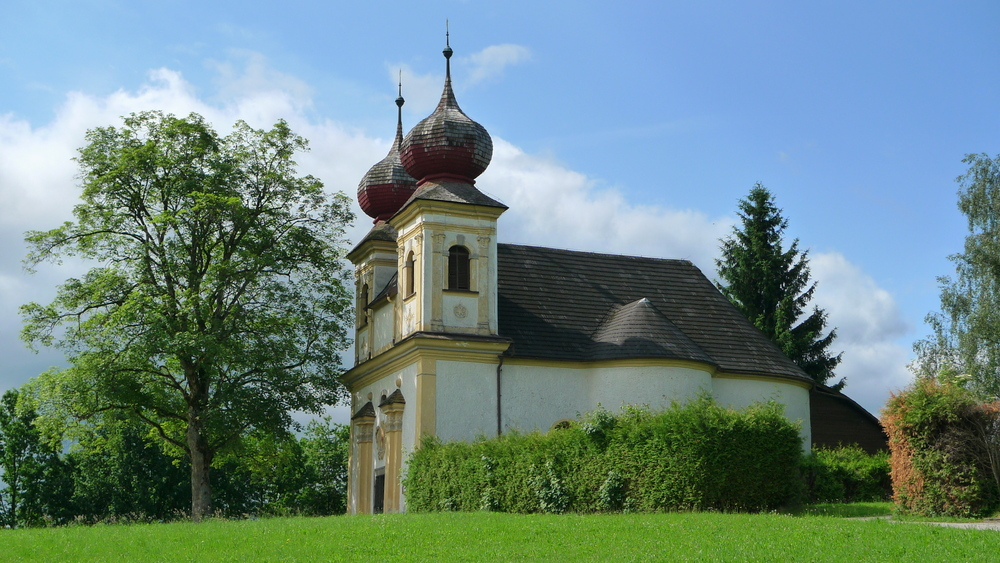
Az evangélikus templom

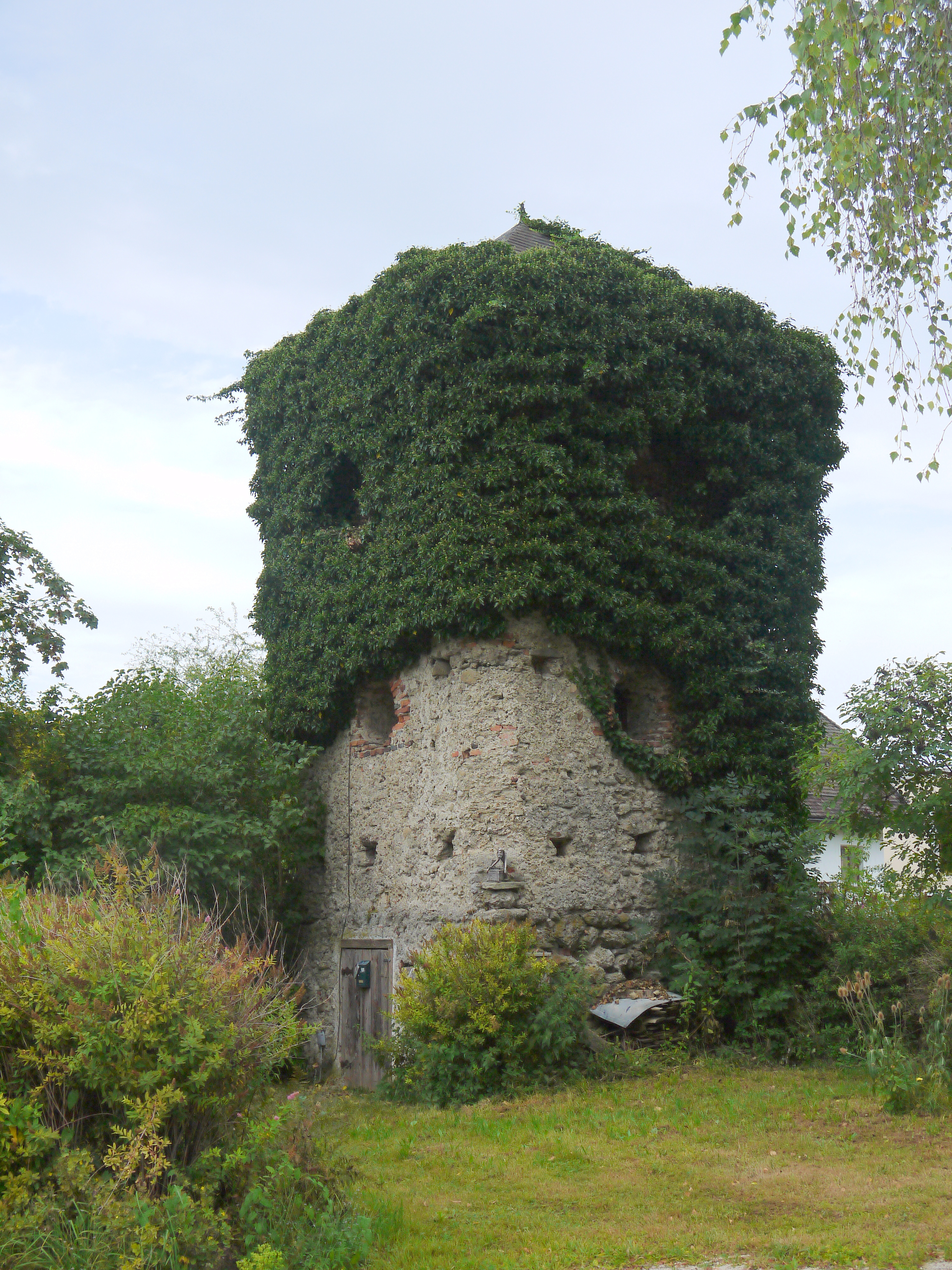
A walcheni vár romjai

Vöcklamarkt Felső-Ausztria Hausruckviertel régiójában helyezkedik el a Vöckla folyó mentén. Területének 18,2%-a erdő, 68,6% áll mezőgazdasági művelés alatt. Az önkormányzat 35 településrészt és falut egyesít: Aierzelten (48 lakos 2018-ban), Exlwöhr (80), Gopprechting (26), Gries (52), Gründberg (52), Haid (112), Hainberg (105), Hörading (44), Hötzing (18), Kalvarienberg (70), Krichpoint (11), Landberg (42), Langwies (122), Maulham (31), Moos (37), Mörasing (98), Mösendorf (354), Mösenthal (25), Mühlreith (80), Redl (54), Reichenthalheim (91), Rohrwies (44), Schmidham (447), Spielberg (47), Thal (37), Unteralberting (18), Unterholz (55), Viecht (34), Vöcklamarkt (2112), Walchen (149), Walkering (32), Waschprechting (75), Waschprechtingerberg (260), Wies (24) és Wilding (38). 
A környező önkormányzatok: északra Pfaffing és Frankenburg am Hausruck, északkeletre Neukirchen an der Vöckla, keletre Gampern, délre Berg im Attergau, nyugatra Frankenmarkt.

## Története
Vöcklamarkt területe i.e. 15-ig Noricum kelta királyságához, utána pedig a hasonló nevű római provinciához tartozott. A római korból a templom mellett látható mérföldkő és a szomszédos Pfaffing közelében feltárt villa alapjai maradtak fenn. A népvándorlás során germán bajorok foglalták el a régiót, akiket a 8. században a közeli mondseei, mattseei és kremsmünsteri kolostorokból kiindulva térítettek meg.
Vöcklamarktot először 1075-ben említik "Vechelsdorf" néven. A település 1200-ig a Bajor Hercegséghez, utána Ausztriához tartozott. A régió (ún. Attergau) a bambergi püspök birtoka volt, míg 1379-ben el nem adta III. Albert osztrák hercegnek. A falut sokáig a pfaffingi plébánia alá sorolták, először 1476-ban említik önálló egyházközségként. A település 1489-ben kapta mai nevét, amikor mezővárosi jogokban részesült. 1490-ben, a hercegség felosztásakor az Enns fölötti Ausztria része lett.
A 16. században fellázadtak a térség parasztjai. Ekkor került sor a hírhedt frankenburgi kockázásra, amikor 1625. május 15-én Adam von Herberstorff kormányzó az elfogott 36 lázadóval páronként kockát dobatott és a veszteseket felakasztatta. 
A napóleoni háborúk során Vöcklamarktot több alkalommal is megszállták.
Vöcklamarktot a köztársaság 1918-as megalakulásakor Felső-Ausztria tartományhoz sorolták. Miután Ausztria 1938-ban csatlakozott a Német Birodalomhoz, az Oberdonaui gau része lett; a második világháború után visszakerült Felső-Ausztriához.

## Lakosság
A vöcklamarkti önkormányzat területén 2018 januárjában 4924 fő élt. A lakosságszám 1923 óta gyarapodó tendenciát mutat. 2015-ben a helybeliek 89,4%-a volt osztrák állampolgár; a külföldiek közül 1,8% a régi (2004 előtti), 3,1% az új EU-tagállamokból érkezett. 4,1% a volt Jugoszlávia (Szlovénia és Horvátország nélkül) vagy Törökország, 1,7% egyéb országok polgára. 2001-ben a lakosok 84,3%-a római katolikusnak, 2,6% evangélikusnak, 2,3% ortodoxnak, 6,3% mohamedánnak, 3,6% pedig felekezeten kívülinek vallotta magát. Ugyanekkor egy magyar élt a mezővárosban. A legnagyobb nemzetiségi csoportokat a német (89,8%) mellett a törökök (2,1%), horvátok(2,1%), a szerbek (2%) és a bosnyákok (1,5%) alkották.

## Látnivalók
- welcheni várból mára jórészt csak egy torony és némi falmaradványok maradtak. Építtetői, a Welchen nemzetség már 1040-ben az Attergau térségében lakott. A vár 1380-ban hercegi tulajdonként szerepel.
- a welcheni kastélyt Hans Christoph Geymann építette 1590 körül reneszánsz stílusban. A protestáns Geymannok 1632-ben elmenekültek Ausztriából, a kastély Franz Christoph Khevenhülleré lett, aki 1638-ban eladta Nikolaus Gurland császori kincstárnoknak. 1736-ban egy pestisjárványban a család és a falu lakossága elpusztult, csak Dorothea Gurland grófnő maradt életben, aki eszét vesztette és a helyi legenda szerint a "fehér asszony" ma is kísért a településen. A kastély számos kézen át 1959-ben Pauline Hanreich-Ludwighoz került aki helyreállította a romos állagú épületet. 1979-ben egyik melléképületében megnyílt a Gyermekvilág múzeum. Ma koncerteket és kulturális eseményeket rendeznek a kastélyban.
- a walkeringi kastély
- a Mária mennybemenetele-plébániatemplom
- az evangélikus kálváriatemplom

## Fordítás
- Ez a szócikk részben vagy egészben  a   Vöcklamarkt című német Wikipédia-szócikk ezen változatának fordításán alapul.  Az eredeti cikk szerkesztőit annak laptörténete sorolja fel. Ez a jelzés csupán a megfogalmazás eredetét és a szerzői jogokat jelzi, nem szolgál a cikkben szereplő információk forrásmegjelöléseként.